# ستيفن ولس
ستيفن ولس (بالإنجليزية: Steven Wells)‏ (10 مايو 1960، سويندون في المملكة المتحدة - 24 يونيو 2009، فيلادلفيا في الولايات المتحدة)؛ كاتِب ومؤلِّف، صحفي، كاتب سيناريو وروائي بريطاني.